# Afroleptomydas consanguineus
Afroleptomydas consanguineus är en tvåvingeart som beskrevs av Hesse 1969. Afroleptomydas consanguineus ingår i släktet Afroleptomydas och familjen Mydidae. Inga underarter finns listade i Catalogue of Life.